# Conseil insulaire de Minorque
Plaça Biosfera, 5
07703 Port Mahon, Minorque.
Le Conseil insulaire de Minorque (en catalan : Consell Insular de Menorca) ou de manière abrégée Conseil de Minorque (en catalan : Consell de Menorca) est une institution de gouvernement de l'île de Minorque dans les îles Baléares.
Il a été créé en 1978 lors de l'approbation du régime des conseils insulaires (es) et institué officiellement par le statut d'autonomie des îles Baléares en 1983. Son fonctionnement est réglementé par la loi des conseils insulaires et la législation du régime local, et ses compétences dérivent du statut d'autonomie et des compétences d'une députation provinciale dont il constitue une forme insulaire.